# Kihiro
Kihiro（キヒロ、1981年1月25日 - ）は、東京都出身のミュージシャン-ボーカリスト。血液型はB型。

## 人物
- 幼少期をアメリカ、カリフォルニア州サクラメントにて過ごし、中学2年生の夏に帰国。
- パワフルなスクリームボイスと独特なアメリカン式パフォーマンスがライヴの特徴。
- AUDIX MICROPHONEよりエンドースされOM-5式を二十歳の頃から愛用。
- 影響を受けたボーカリストはアクセル・ローズ、リン・ジェームズ・ストレート、コーリー・テーラー、だがアーティストとして最も影響を受けているのがトミー・リー。
- サッカーが大好きで元々子供の頃の夢がプロサッカー選手。

## 略歴
アメリカン・ロックに強い影響を受け2000年にラウドロックバンド、Supeを高校時代の後輩でもあるギタリストARIと、ベーシストHARUKIと結成。2001年にドラマーRYOZが正式加入し、数々の海外アーティストと国内で共演 (Dee Dee Ramone, Sean Yseult ex.White Zombie, D.R.I., Factory81, Engines of Aggression, Dislocated Styles等）。2002年の年末にはBefore Christ Butterflyを通じ『New Year Rock Festival』に1曲参加し、フジテレビにて放映。
- 2003年1月に渡米。アメリカでバンド活動を続けるべくメンバーARI, RYOZを説得し、2人も数か月後に渡米。この後、元PUBLIC COUNTERのギタリスト剛史-TAKESHI-とベーシストの徹-TORU-をSupeの正式メンバーに加え、本格的にアメリカでのバンド活動が開始する。2003年から2005年までKihiroは長期滞在ビザ取得の為Long Beach City Collegeに通いながらバンド活動を行う。この頃に盟友・K (Pay money To my Pain)と出会う。
- 2005年12月にはプロデューサーにTOOL, System Of A Down, Red Hot Chill Peppers等のプロデュースで知られるSylvia Massy ShivyとSupe初アルバム『Grow In The Cold』を制作。2006年3月にはCDをリリースし毎週末をカリフォルニア州、アリゾナ州、ニューメキシコ州を中心にツアーを行う。2006年3月1日にはP-1ビザ(パフォーマンスアーティストビザ）をバンドで取得しアメリカにおいてプロミュージシャンとしての生活が始まる。
- 2007年1月にバンドは一時帰国し、Pay money To my Painと共に東名阪ツアー等を行い、2007年3月1日から2007年6月16日まで3ヶ月間、カリフォルニア州からフロリダ州を横断・往復し約60本のライヴツアーを敢行(約30,000キロ）。この模様は各都市のラジオ・テレビ番組等に取り上げられ話題となった。2007年7月4日に『Grow In The Cold』をBuddy Recordsを通じ日本全国発売し、初の全国ツアーを2007年7月10日から2007年9月2日まで敢行。2007年9月7日には既にアメリカへ戻り2007年11月まで全米ツアーを敢行。この頃は年間約150本近くライヴをこなしていた。
- 2007年11月から12月末までは再度Sylvia Massy Shivyのスタジオへ戻り初のアルバム『2nd Place to None』を制作。
- 2008年2月には再度帰国し、アルバム『2nd Place to None』を2008年4月9日にリリースすると共に2008年6月まで全国ツアーを敢行。2008年6月にはアメリカ最大級のフェスティバル『VAN'S WARPED TOUR'08』に参加し全米を回る。この頃で既にSupeのツアー走行距離は地球を約3周半回るまでに達していた。距離にして約12万キロ、アメリカで機材車を2台廃車にしていた。2008年の夏にはアメリカツアーを終了後再び一時帰国。全ての活動をバンドのみで行っていた為、どうしても国内に「出稼ぎ」に帰る必要があったとの事。2008年8月から2009年4月までは国内に滞在し、勢力的に国内ツアーを敢行。
- 2009年3月には2008年のVAN'S WARPED TOURを共にしたSTORY OF THE YEARと台湾・北京ツアーを敢行。
- 2009年6月に再びアメリカへ戻りEP『The BLACK』と『The List』をアリゾナ州テンピ市にあるMINDS EYE STUDIOで制作レコーディング。2009年8月10日から2009年9月20日までは(hed)P.E.とMUSHROOMHEADと共にHed to HEAD Tour Vol.1に参加、初のメジャーツアーをアメリカで敢行。このワンツアーでCD会場販売1000枚を超すセールスを記録。
- 2009年10月には再び帰国し国内ツアーに集中する。
- 2010年6月には再びSTORY OF THE YEARとのジャパンツアーを敢行し、8月には国内最大級のフェスティバル『SUMMER SONIC 2010』に出演、SLASH, HOLE, DREAM THEATER, DEVIL WEARS PRADA等と同じステージに立つ。この頃にメンバーのARIがバンド脱退を表明。2010年9月29日に渋谷club asiaのライヴを最後にSupeは無期の活動休止となる。
- 2011年にBATCAVERyosuke, everset典二、Leda(ex.DELUHI)、KEN'ICHI(ex. SEX MACHINEGUNS)から成るAll the World is Waiting for the Sunを結成するが僅か3本のライヴで解散。これをきっかけに2012年1月にLOKAを始動。ソロプロジェクトとしてスタート。2012年5月にはLedaによるソロプロジェクトバンドUNDIVIDEのボーカルとして抜擢される。
- 2つのバンドを並行しながら、2012年6月9日にKEN'ICHIをLOKAの正式ドラマーとして迎え、2012年8月8日にデビューEP『"01"-zero one-』をCross the Limit Recordsより全国発売。2012年9月5日にはUNDIVIDEのファーストアルバムをBRAVEMAN RECORDSより全国発売。2012年11月7日にはLOKAのファーストアルバム『EnFLAME』をCross the Limit Recordsより全国発売。LOKAとUNDIVIDEの両ツアーを活動しつつ、AIRSWELL, MY FIRST STORY, BULL ZEICHEN 88と共演。2012年3月2日原宿Astro Hallのライヴを最後にUNDIVIDEの活動を終了する。

## ディスコグラフィー
2007年7月4日 Supe/Grow In The Cold Buddy Records
1. Shade
2. Naked Kings
3. Good Face
4. Rain to Pain to Gain
5. 38-thirty eight-
6. The Only One

2008年4月9日 Supe/2nd Place to None Buddy Records
1. Do I Care
2. Eclipse
3. Jemini
4. Killer Killers
5. Crash
6. Lost in the Name
7. SPIN
8. ReBorn
9. From This Day
10. Answers turn to Stone
11. Perfect Libra

2009年10月7日 Supe/The Black Buddy Records
1. Divided
2. Let Bodies Scream
3. Vortex Street
4. Manipulated Media
5. 6 six sex
6. Knave

2010年2月3日 Supe/The List Buddy Records
1. Where I Stand
2. Thriver
3. Addicted this Apathy
4. Release me
5. (n)ever say never
6. On Your Own
7. People of the Sun

2012年8月8日 LOKA/"01"-zero one- Cross the Limit Records
1. THE WORLD IS YOURS
2. EVERYBODY ROCK'N ROLL
3. NAKED TO MY SOUL
4. HEY GOD
5. DON'T EVER LEAVE ME OUT

2012年9月5日 UNDIVIDE/UNDIVIDE BRAVEMAN Records
1. 400 DAYS
2. THE CATALYST
3. MINDS UP
4. NEMESIS
5. FIREBALL
6. BLEED THE TRUTH
7. SKIN
8. JEKYLL ＆ HYDE
9. 13AM
10. AHEAD

2012年11月7日 LOKA/EnFLAME Cross the Limit Records
1. SLICK
2. CLUB ROCK SHIT
3. JIVE
4. YELLOW CHERRY
5. PYTHON
6. LEFT OF ME
7. OBLIVION HEART
8. FIGHT NIGHT
9. ALIVE

2012年12月28日 UNDIVIDE/MATERIALS LEFT ASIDE BRAVEMAN Records
1. VERGE
2. FADING MATERIALS
3. SOMETHING TO FIGHT FOR
4. UNTIL THE DAY
5. WHITE WHOLE

2014年9月3日 LOKA/QUATTRO Cross the Limit Records
1. SEITEN NO AKATSUKI
2. ARISE
3. BREATHE ME OUT THE SHADOW
4. FROM YESTERDAY
5. 11TH HOUR
6. DAEDALUS
7. GHOST
8. TSUBASA TRIGGER
9. EDEN
10. MAYBE